# Glukozil-3-fosfogliceratna fosfataza
Glukozil-3-fosfogliceratna fosfataza (EC 3.1.3.85, GpgP protein) je enzim sa sistematskim imenom alfa-D-glukozil-3-fosfo--glicerat fosfohidrolaza. Ovaj enzim katalizuje sledeću hemijsku reakciju
2-O-(alfa--glukopiranozil)-3-fosfo--glicerat + 2O {\displaystyle \rightleftharpoons } 2-O-(alfa--glukopiranozil)--glicerat + fosfat
Ovaj enzim učestvuje u biosintezi 2-O-(alfa--glukopiranozil)--glicerata putem dva stupnja u kojima enzim EC 2.4.1.266 (glukozil-3-fosfoglicerat sintaza) katalizuje konverziju GDP-glukoze i 3-fosfo--glicerata u 2-O-(alfa--glukopiranozil)-3-fosfo--glicerat, koji se zatim konvertuju u 2-O-(alfa--glukopiranozil)--glicerat posredtvom glukozil-3-fosfoglicerat fosfataze.

## Literatura
- Nicholas C. Price; Lewis Stevens (1999). Fundamentals of Enzymology: The Cell and Molecular Biology of Catalytic Proteins (Third изд.). USA: Oxford University Press. ISBN 019850229X.
- Eric J. Toone (2006). Advances in Enzymology and Related Areas of Molecular Biology, Protein Evolution (Volume 75 изд.). Wiley-Interscience. ISBN 0471205036.
- Branden C; Tooze J. Introduction to Protein Structure. New York, NY: Garland Publishing. ISBN 0-8153-2305-0.
- Irwin H. Segel. Enzyme Kinetics: Behavior and Analysis of Rapid Equilibrium and Steady-State Enzyme Systems (Book 44 изд.). Wiley Classics Library. ISBN 0471303097.
- William P. Jencks (1987). Catalysis in Chemistry and Enzymology. Dover Publications. ISBN 0486654605.

## Spoljašnje veze
- Glucosyl-3-phosphoglycerate+phosphatase на 